# Junior de Managua
El Club Deportivo Junior de Managua es un equipo de fútbol de Nicaragua que juega en la Liga de Ascenso de Nicaragua, la segunda categoría de fútbol más importante del país.

## Historia
Fue fundado en el año 2015 en la capital Managua por el empresario colombiano Eliécer Trillos Pantoja; originario de Barranquilla con el uniforme, escudo y colores inspirado en el Junior de Barranquilla de su país natal por ser aficionado al club Caribe.
El Cardumen (como también se le conoce) se caracteriza principalmente por competir solo con jugadores nicaragüenses y no poseer ningún jugador extranjero dentro de su plantel, debido a que creen mucho en el talento local y dan así oportunidades para jóvenes talentos del fútbol de Nicaragua.
Iniciaron en la Tercera División de Nicaragua ascendiendo dos años después a la segunda categoría con un equipo compuesto en su mayoría por juveniles. En la Copa Nicaragua 2019 vencen 2-0 al Real Estelí FC; algo que se volvió viral ya que el club fue confundido con el Junior de Barranquilla de Colombia y que también fue sorpresa para Ecuador.
El club gana el torneo apertura de la Segunda División de Nicaragua, pero el torneo clausura fue cancelado por la pandemia del COVID-19 en el mes de marzo, por los que la Federación Nicaragüense de Fútbol lo declaró como el equipo ascendido a la Primera División de Nicaragua para la temporada 2020/21 en una asamblea realizada junto a los demás equipos integrantes de la Segunda División.

## Palmarés
- Segunda División de Nicaragua: 1

Apertura 2019